# 烏迪內車站

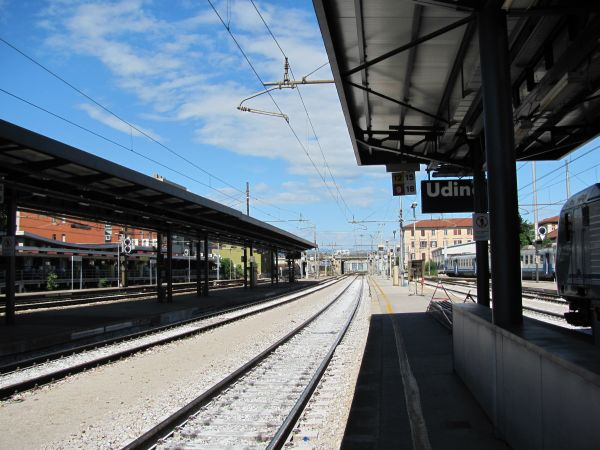
車站月台

烏迪內車站（義大利語：Stazione di Udine）是位於義大利東北部弗留利-威尼斯朱利亞大區城市烏迪內的鐵路車站。該車站於1860年啟用。現為5條線路的交匯處，分別通往威尼斯、的里雅斯特、塔爾維西奧、切維尼亞諾和奇維達萊。